# Đội tuyển bóng đá quốc gia Bulgaria
Đội tuyển bóng đá quốc gia Bulgaria (tiếng Bulgaria: Български национален отбор по футбол) là đội tuyển cấp quốc gia của Bulgaria do Liên đoàn bóng đá Bulgaria quản lý.
Thành tích tốt nhất của đội tuyển ở giải vô địch thế giới là lọt vào bán kết World Cup 1994, khi Bulgaria đánh bại đương kim vô địch Đức ở tứ kết và tấm huy chương bạc của Thế vận hội Mùa hè 1968.

## Lịch sử
Bulgaria xuất hiện lần đầu tiên tại vòng chung kết một giải vô địch thế giới là năm 1962 tại Chile, nhưng không vượt qua được vòng đấu bảng. Bulgaria lọt vào 3 vòng chung kết tiếp theo: 1966 tại Anh, 1970 tại México, 1974 tại Tây Đức nhưng đều thất bại ngay ở vòng bảng. Lần đầu tiên họ vào được vòng đấu loại trực tiếp là năm 1986 tại México, nhưng thất bại trước chủ nhà ở vòng 2.
Một trong những thời khắc đáng nhớ nhất trong lịch sử bóng đá Bulgaria là ngày 17 tháng 11 năm 1993, khi Emil Kostadinov ghi 2 bàn vào lưới Pháp tại Paris để lọt vào vòng chung kết World Cup 1994 tại Hoa Kỳ. Dưới sự chỉ đạo của huấn luyện viên Dimitar Penev, các cầu thủ Bulgaria với các ngôi sao như Hristo Stoichkov, Iordan Letchkov và Krassimir Balakov (với các cầu thủ tài năng khác tạo nên Thế hệ vàng của Bulgaria), đã gây ấn tượng mạnh, đặc biệt là việc đánh bại đương kim vô địch Đức 2-1 ở tứ kết. Hàng triệu người Bulgaria đã ăn mừng chiến thắng tại thủ đô Sofia và các thành phố khác ở Bulgaria. Vào đến bán kết, Bulgaria gặp Ý, và thua trong một trận đấu có những quyết định gây tranh cãi của trọng tài. Hristo Stoichkov giành được danh hiệu Vua phá lưới của giải đấu với 6 bàn thắng.
Năm 1996, Bulgaria lọt vào vòng chung kết Giải bóng đá vô địch châu Âu lần đầu tiên, tuy nhiên không vượt qua được vòng bảng. Đội tuyển năm 1996 được đánh giá còn mạnh hơn năm 1994, và họ không vượt qua được vòng bảng chỉ do thiếu may mắn. Bulgaria sau khi hoà 1-1 với Tây Ban Nha (với một bàn thắng đẹp của Stoichkov không được công nhận) và thắng România 1-0, đã chơi tốt nhưng thất bại ở trận đấu thứ ba và cũng là quyết định gặp đối thủ mạnh Pháp (đội bóng vô địch thế giới 2 năm sau đó) 1-3. Cùng thời điểm đó Tây Ban Nha vượt qua đội bóng đã bị loại Romania 2-1 và Bulgaria xếp thứ ba trong bảng, bị loại khỏi giải.
Người Bulgaria không tái lập lại được thành tích vào bán kết ở World Cup tiếp theo (1998). Bulgaria chỉ có một trận hoà không bàn thắng với Paraguay và thua trước Nigeria và Tây Ban Nha. Giải đấu này đánh dấu sự kết thúc của Thế hệ vàng.
Giải đấu lớn sau đó Bulgaria lọt vào vòng chung kết là Euro 2004. Tuy nhiên họ gây thất vọng khi thua cả ba trận ở vòng bảng và lại một lần nữa ra về từ vòng bảng.
Bulgaria cũng từng vô địch Cúp Balkan (Cúp bóng đá trong khu vực Balkan) 4 lần.

## Sân vận động

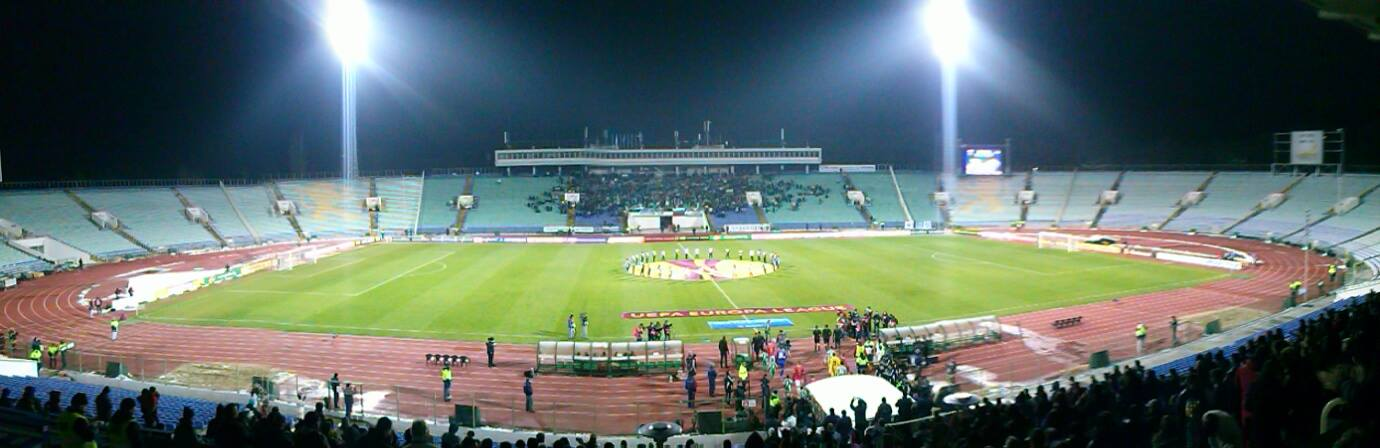
Sân vận động Quốc gia Vasil Levski

Thông thường, sân nhà của đội tuyển bóng đá quốc gia Bulgaria là Sân vận động Quốc gia Vasil Levski với sức chứa 44.000 chỗ ngồi. Vasil Levski được chính thức khai trương vào năm 1953 và được xây dựng lại vào năm 1966 và 2002. Đây là sân vận động lớn thứ hai ở Bulgaria, sau sân vận động Plovdiv với sức chứa 55.000 người. Trong UEFA Champions League 2006-07, sân vận động đã được sử dụng cho các trận đấu của Levski Sofia với Barcelona, Chelsea và Werder Bremen. Các trận đấu trên sân nhà của đội tuyển quốc gia Bulgaria và trận chung kết Cúp Bulgaria được tổ chức tại địa điểm này, cũng như các giải đấu điền kinh.

## Danh hiệu
- Bóng đá nam tại Olympic:

 1968
 1956

## Thành tích tại các giải đấu

### Giải vô địch thế giới
| Năm           | Thành tích               | Thứ hạng*                | Số trận                  | Thắng                    | Hòa**                    | Thua                     | Bàn thắng                | Bàn thua                 |
| ------------- | ------------------------ | ------------------------ | ------------------------ | ------------------------ | ------------------------ | ------------------------ | ------------------------ | ------------------------ |
| 1930          | Không tham dự            | Không tham dự            | Không tham dự            | Không tham dự            | Không tham dự            | Không tham dự            | Không tham dự            | Không tham dự            |
| 1934          | Bỏ cuộc ở vòng loại      | Bỏ cuộc ở vòng loại      | Bỏ cuộc ở vòng loại      | Bỏ cuộc ở vòng loại      | Bỏ cuộc ở vòng loại      | Bỏ cuộc ở vòng loại      | Bỏ cuộc ở vòng loại      | Bỏ cuộc ở vòng loại      |
| 1938          | Không vượt qua vòng loại | Không vượt qua vòng loại | Không vượt qua vòng loại | Không vượt qua vòng loại | Không vượt qua vòng loại | Không vượt qua vòng loại | Không vượt qua vòng loại | Không vượt qua vòng loại |
| 1950          | Không tham dự            | Không tham dự            | Không tham dự            | Không tham dự            | Không tham dự            | Không tham dự            | Không tham dự            | Không tham dự            |
| 1954 đến 1958 | Không vượt qua vòng loại | Không vượt qua vòng loại | Không vượt qua vòng loại | Không vượt qua vòng loại | Không vượt qua vòng loại | Không vượt qua vòng loại | Không vượt qua vòng loại | Không vượt qua vòng loại |
| 1962          | Vòng 1                   | 15                       | 3                        | 0                        | 1                        | 2                        | 1                        | 7                        |
| 1966          | Vòng 1                   | 15                       | 3                        | 0                        | 0                        | 3                        | 1                        | 8                        |
| 1970          | Vòng 1                   | 13                       | 3                        | 0                        | 1                        | 2                        | 5                        | 9                        |
| 1974          | Vòng 1                   | 12                       | 3                        | 0                        | 2                        | 1                        | 2                        | 5                        |
| 1978 đến 1982 | Không vượt qua vòng loại | Không vượt qua vòng loại | Không vượt qua vòng loại | Không vượt qua vòng loại | Không vượt qua vòng loại | Không vượt qua vòng loại | Không vượt qua vòng loại | Không vượt qua vòng loại |
| 1986          | Vòng 2                   | 15                       | 4                        | 0                        | 2                        | 2                        | 2                        | 6                        |
| 1990          | Không vượt qua vòng loại | Không vượt qua vòng loại | Không vượt qua vòng loại | Không vượt qua vòng loại | Không vượt qua vòng loại | Không vượt qua vòng loại | Không vượt qua vòng loại | Không vượt qua vòng loại |
| 1994          | Hạng 4                   | 4                        | 7                        | 3                        | 1                        | 3                        | 10                       | 11                       |
| 1998          | Vòng 1                   | 29                       | 3                        | 0                        | 1                        | 2                        | 1                        | 7                        |
| 2002 đến 2022 | Không vượt qua vòng loại | Không vượt qua vòng loại | Không vượt qua vòng loại | Không vượt qua vòng loại | Không vượt qua vòng loại | Không vượt qua vòng loại | Không vượt qua vòng loại | Không vượt qua vòng loại |
| 2026 đến 2034 | Chưa xác định            | Chưa xác định            | Chưa xác định            | Chưa xác định            | Chưa xác định            | Chưa xác định            | Chưa xác định            | Chưa xác định            |
| Tổng cộng     | 7/20                     | 1 lần hạng 4             | 26                       | 3                        | 8                        | 15                       | 22                       | 53                       |

*Thứ hạng không chính thức dựa trên vòng đấu mà đội bóng lọt vào và điểm số đạt được với các đội bóng cùng vào một vòng đấu.
**Tính cả các trận hoà ở các trận đấu loại trực tiếp phải giải quyết bằng sút phạt đền luân lưu.

### Giải vô địch châu Âu
Bulgaria đã từng hai lần tham dự Euro vào các năm 1996 và 2004, tuy nhiên đều không vượt qua được vòng bảng.
| Năm           | Thành tích               | Số trận                  | Thắng                    | Hòa*                     | Thua                     | Bàn thắng                | Bàn thua                 |
| ------------- | ------------------------ | ------------------------ | ------------------------ | ------------------------ | ------------------------ | ------------------------ | ------------------------ |
| 1960 đến 1992 | Không vượt qua vòng loại | Không vượt qua vòng loại | Không vượt qua vòng loại | Không vượt qua vòng loại | Không vượt qua vòng loại | Không vượt qua vòng loại | Không vượt qua vòng loại |
| 1996          | Vòng 1                   | 3                        | 1                        | 1                        | 1                        | 3                        | 4                        |
| 2000          | Không vượt qua vòng loại | Không vượt qua vòng loại | Không vượt qua vòng loại | Không vượt qua vòng loại | Không vượt qua vòng loại | Không vượt qua vòng loại | Không vượt qua vòng loại |
| 2004          | Vòng 1                   | 3                        | 0                        | 0                        | 3                        | 1                        | 9                        |
| 2008 đến 2024 | Không vượt qua vòng loại | Không vượt qua vòng loại | Không vượt qua vòng loại | Không vượt qua vòng loại | Không vượt qua vòng loại | Không vượt qua vòng loại | Không vượt qua vòng loại |
| 2028          | Chưa xác định            | Chưa xác định            | Chưa xác định            | Chưa xác định            | Chưa xác định            | Chưa xác định            | Chưa xác định            |
| 2032          | Chưa xác định            | Chưa xác định            | Chưa xác định            | Chưa xác định            | Chưa xác định            | Chưa xác định            | Chưa xác định            |
| Tổng cộng     | 2 lần vòng bảng          | 6                        | 1                        | 1                        | 4                        | 4                        | 13                       |

### UEFA Nations League
| Thành tích tại UEFA Nations League | Thành tích tại UEFA Nations League | Thành tích tại UEFA Nations League | Thành tích tại UEFA Nations League | Thành tích tại UEFA Nations League | Thành tích tại UEFA Nations League | Thành tích tại UEFA Nations League | Thành tích tại UEFA Nations League | Thành tích tại UEFA Nations League | Thành tích tại UEFA Nations League | Thành tích tại UEFA Nations League |
| Mùa giải                           | Hạng đấu                           | Bảng                               | Pld                                | W                                  | D                                  | L                                  | GF                                 | GA                                 | RK                                 |                                    |
| ---------------------------------- | ---------------------------------- | ---------------------------------- | ---------------------------------- | ---------------------------------- | ---------------------------------- | ---------------------------------- | ---------------------------------- | ---------------------------------- | ---------------------------------- | ---------------------------------- |
| 2018–19                            | C                                  | 3                                  | 6                                  | 3                                  | 2                                  | 1                                  | 7                                  | 5                                  | 29th                               |                                    |
| 2020–21                            | B                                  | 4                                  | 6                                  | 0                                  | 2                                  | 4                                  | 2                                  | 7                                  | 31st                               |                                    |
| 2022–23                            | C                                  | 4                                  | 6                                  | 2                                  | 3                                  | 1                                  | 10                                 | 8                                  | 40nd                               |                                    |
| Tổng cộng                          | Tổng cộng                          | Tổng cộng                          | 18                                 | 5                                  | 7                                  | 6                                  | 19                                 | 20                                 | —                                  | —                                  |

### Thế vận hội
- (Nội dung thi đấu dành cho cấp đội tuyển quốc gia cho đến kỳ Đại hội năm 1988)

| Năm           | Kết quả                  | Thứ hạng                 | Pld                      | W                        | D                        | L                        | GF                       | GA                       |
| ------------- | ------------------------ | ------------------------ | ------------------------ | ------------------------ | ------------------------ | ------------------------ | ------------------------ | ------------------------ |
| 1908 đến 1920 | Không tham dự            | Không tham dự            | Không tham dự            | Không tham dự            | Không tham dự            | Không tham dự            | Không tham dự            | Không tham dự            |
| 1924          | Vòng 2                   | 12th                     | 1                        | 0                        | 0                        | 1                        | 0                        | 1                        |
| 1928 đến 1948 | Không tham dự            | Không tham dự            | Không tham dự            | Không tham dự            | Không tham dự            | Không tham dự            | Không tham dự            | Không tham dự            |
| 1952          | Vòng 2                   | 13th                     | 1                        | 0                        | 0                        | 1                        | 1                        | 2                        |
| 1956          | Huy chương đồng          | 3rd                      | 3                        | 2                        | 0                        | 1                        | 10                       | 3                        |
| 1960          | Vòng 1                   | 5th                      | 3                        | 2                        | 1                        | 0                        | 8                        | 3                        |
| 1964          | Không vượt qua vòng loại | Không vượt qua vòng loại | Không vượt qua vòng loại | Không vượt qua vòng loại | Không vượt qua vòng loại | Không vượt qua vòng loại | Không vượt qua vòng loại | Không vượt qua vòng loại |
| 1968          | Huy chương bạc           | 2nd                      | 6                        | 3                        | 2                        | 1                        | 16                       | 10                       |
| 1972 đến 1988 | Không vượt qua vòng loại | Không vượt qua vòng loại | Không vượt qua vòng loại | Không vượt qua vòng loại | Không vượt qua vòng loại | Không vượt qua vòng loại | Không vượt qua vòng loại | Không vượt qua vòng loại |
| Tổng cộng     | 1 lần huy chương bạc     | 5/17                     | 14                       | 7                        | 3                        | 4                        | 35                       | 19                       |

## Đội hình hiện tại
Đây là đội hình tham dự 2 trận giao hữu gặp Síp và Luxembourg vào tháng 11 năm 2022.
Số liệu thống kê đến ngày 20 tháng 11 năm 2022 sau trận gặp Luxembourg.

| Số | VT | Cầu thủ                     | Ngày sinh (tuổi)  | Trận | Bàn | Câu lạc bộ         |
| -- | -- | --------------------------- | ----------------- | ---- | --- | ------------------ |
| 1  | TM | Daniel Naumov               | 29 tháng 3, 1998  | 6    | 0   | CSKA 1948          |
| 21 | TM | Svetoslav Vutsov            | 9 tháng 7, 2002   | 4    | 0   | Slavia Sofia       |
| 12 | TM | Ivan Dyulgerov              | 15 tháng 7, 1999  | 0    | 0   | Cherno More        |
|    |    |                             |                   |      |     |                    |
| 14 | HV | Anton Nedyalkov             | 30 tháng 4, 1993  | 28   | 0   | Ludogorets Razgrad |
| 15 | HV | Petko Hristov               | 1 tháng 3, 1999   | 17   | 0   | Spezia             |
| 2  | HV | Ivan Turitsov               | 18 tháng 7, 1999  | 15   | 0   | CSKA Sofia         |
| 23 | HV | Valentin Antov              | 9 tháng 11, 2000  | 15   | 1   | Monza              |
| 19 | HV | Dimitar Velkovski           | 22 tháng 1, 1995  | 9    | 0   | Cercle Brugge      |
| 5  | HV | Plamen Galabov              | 2 tháng 11, 1995  | 4    | 0   | Maccabi Netanya    |
| 25 | HV | Aleks Petkov                | 25 tháng 7, 1999  | 1    | 0   | Arda               |
| 3  | HV | Dimo Krastev                | 10 tháng 2, 2003  | 1    | 0   | Fiorentina         |
| 24 | HV | Hristiyan Petrov            | 24 tháng 6, 2002  | 0    | 0   | CSKA Sofia         |
| 26 | HV | Mateo Stamatov              | 22 tháng 3, 1999  | 0    | 0   | Orenburg           |
|    |    |                             |                   |      |     |                    |
| 8  | TV | Yanis Karabelyov            | 23 tháng 1, 1996  | 10   | 0   | Kisvárda           |
| 16 | TV | Ilian Iliev                 | 20 tháng 8, 1999  | 9    | 0   | Apollon Limassol   |
| 20 | TV | Filip Krastev               | 15 tháng 10, 2001 | 8    | 0   | Levski Sofia       |
| 4  | TV | Ilia Gruev                  | 6 tháng 5, 2000   | 4    | 0   | Werder Bremen      |
| 13 | TV | Yoni Stoyanov               | 22 tháng 5, 2001  | 4    | 0   | Sektzia Ness Ziona |
| 18 | TV | Nikola Iliev                | 6 tháng 6, 2004   | 4    | 0   | Inter Milan        |
| 17 | TV | Stanislav Shopov            | 23 tháng 2, 2002  | 0    | 0   | CSKA Sofia         |
|    |    |                             |                   |      |     |                    |
| 7  | TĐ | Spas Delev                  | 22 tháng 9, 1989  | 38   | 4   | Ludogorets Razgrad |
| 11 | TĐ | Kiril Despodov (đội trưởng) | 11 tháng 11, 1996 | 35   | 9   | Ludogorets Razgrad |
| 10 | TĐ | Radoslav Kirilov            | 29 tháng 6, 1992  | 10   | 2   | CSKA 1948          |
| 22 | TĐ | Marin Petkov                | 2 tháng 10, 2003  | 4    | 1   | Levski Sofia       |
| 9  | TĐ | Georgi Rusev                | 2 tháng 7, 1998   | 4    | 0   | CSKA 1948          |

### Triệu tập gần đây
Dưới đây là tên các cầu thủ được triệu tập trong vòng 12 tháng.
| Vt | Cầu thủ                    | Ngày sinh (tuổi) | Số trận | Bt | Câu lạc bộ          | Lần cuối triệu tập          |
| -- | -------------------------- | ---------------- | ------- | -- | ------------------- | --------------------------- |
| TM | Nikolay Mihaylov           | 28 tháng 6, 1988 | 46      | 0  | Levski Sofia        | v. Gruzia, 12 June 2022     |
|    |                            |                  |         |    |                     |                             |
| HV | Viktor Popov               | 5 tháng 3, 2000  | 6       | 0  | Cherno More         | v. Síp, 16 November 2022INJ |
| HV | Andrea Hristov             | 1 tháng 3, 1999  | 14      | 1  | Reggiana            | v. Gruzia, 12 June 2022     |
| HV | Bozhidar Chorbadzhiyski    | 8 tháng 8, 1995  | 11      | 0  | Widzew Łódź         | v. Gruzia, 12 June 2022     |
| HV | Edisson Jordanov           | 8 tháng 6, 1993  | 5       | 0  | Westerlo            | v. Gruzia, 12 June 2022     |
| HV | Vasil Bozhikov (đội phó 3) | 2 tháng 6, 1988  | 38      | 2  | Unattached          | v. Croatia, 29 March 2022   |
| HV | Kristian Dimitrov          | 27 tháng 2, 1997 | 14      | 1  | Hajduk Split        | v. Croatia, 29 March 2022   |
| HV | Miki Orachev               | 19 tháng 3, 1996 | 1       | 0  | Lokomotiv Sofia     | v. Croatia, 29 March 2022   |
|    |                            |                  |         |    |                     |                             |
| TV | Ivan Yordanov              | 7 tháng 11, 2000 | 1       | 0  | Ludogorets Razgrad  | v. Síp, 16 November 2022INJ |
| TV | Dominik Yankov             | 28 tháng 7, 2000 | 15      | 0  | Ludogorets Razgrad  | v. Síp, 16 November 2022INJ |
| TV | Iliyan Stefanov            | 20 tháng 9, 1998 | 6       | 2  | Levski Sofia        | v. Síp, 16 November 2022INJ |
| TV | Georgi Milanov             | 19 tháng 2, 1992 | 47      | 2  | Levski Sofia        | v. Gruzia, 12 June 2022     |
| TV | Todor Nedelev              | 7 tháng 2, 1993  | 44      | 5  | Botev Plovdiv       | v. Gruzia, 12 June 2022     |
| TV | Georgi Kostadinov          | 7 tháng 9, 1990  | 37      | 3  | APOEL               | v. Gruzia, 12 June 2022     |
| TV | Ivaylo Chochev             | 18 tháng 2, 1993 | 35      | 4  | CSKA 1948           | v. Gruzia, 12 June 2022     |
| TV | Kristiyan Malinov          | 30 tháng 3, 1994 | 29      | 0  | OH Leuven           | v. Gruzia, 12 June 2022     |
| TV | Andrian Kraev              | 14 tháng 2, 1999 | 2       | 0  | Levski Sofia        | v. Gruzia, 12 June 2022     |
| TV | Borislav Tsonev            | 29 tháng 4, 1995 | 5       | 0  | Dalian Professional | v. Croatia, 29 March 2022   |
|    |                            |                  |         |    |                     |                             |
| TĐ | Martin Minchev             | 22 tháng 4, 2001 | 11      | 0  | Sparta Prague       | v. Síp, 16 November 2022PRI |
| TĐ | Atanas Iliev               | 9 tháng 10, 1994 | 16      | 3  | Ascoli              | v. Gruzia, 12 June 2022     |
| TĐ | Georgi Yomov               | 6 tháng 7, 1997  | 10      | 2  | CSKA Sofia          | v. Gruzia, 12 June 2022     |
| TĐ | Georgi Minchev             | 20 tháng 4, 1995 | 9       | 1  | Auda                | v. Gruzia, 12 June 2022     |

## Cầu thủ

### Cầu thủ khoác áo đội tuyển nhiều nhất

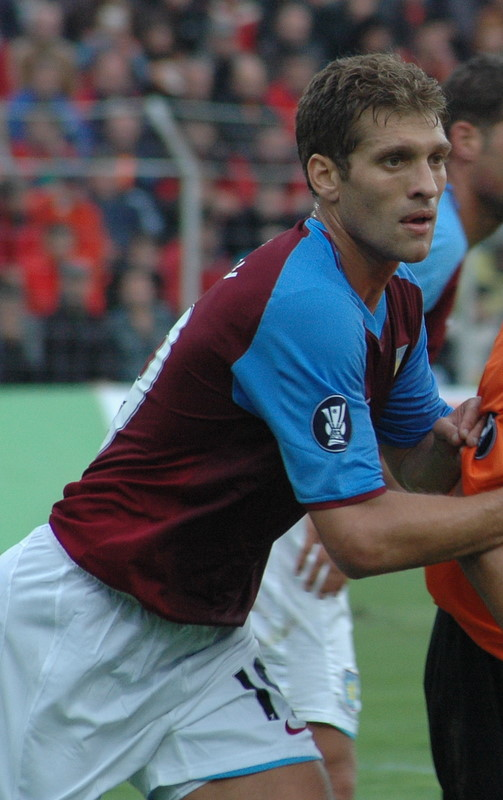
Stiliyan Petrov là cầu thủ khoác áo đội tuyển Bulgaria nhiều nhất với 105 trận

| #  | Cầu thủ            | Thời gian thi đấu | Số trận | Bàn thắng | Hiệu suất |
| -- | ------------------ | ----------------- | ------- | --------- | --------- |
| 1  | Stiliyan Petrov    | 1998–2013         | 105     | 8         | 0.08      |
| 2  | Borislav Mihaylov  | 1983–1998         | 102     | 0         | 0.00      |
| 3  | Hristo Bonev       | 1967–1979         | 96      | 48        | 0.49      |
| 4  | Krasimir Balakov   | 1988–2003         | 92      | 16        | 0.17      |
| 5  | Dimitar Penev      | 1965–1974         | 90      | 2         | 0.02      |
| 5  | Ivelin Popov       | 2007–2019         | 90      | 16        | 0.15      |
| 7  | Martin Petrov      | 1999–2013         | 89      | 19        | 0.21      |
| 8  | Radostin Kishishev | 1996–2009         | 88      | 1         | 0.01      |
| 9  | Hristo Stoichkov   | 1986–1999         | 84      | 38        | 0.45      |
| 10 | Nasko Sirakov      | 1983–1996         | 82      | 23        | 0.28      |

### Cầu thủ ghi nhiều bàn thắng nhất

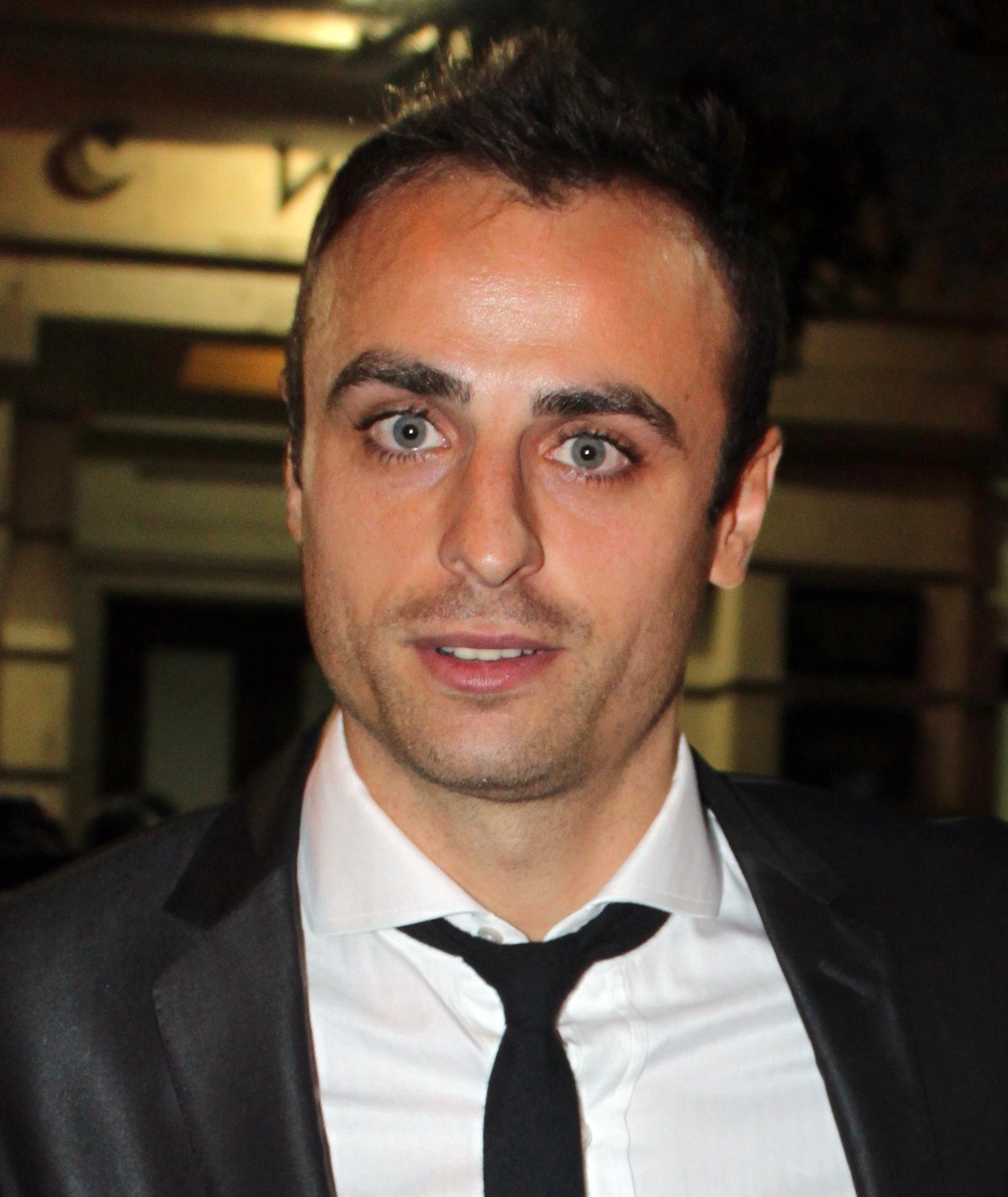
Dimitar Berbatov là cầu thủ ghi nhiều bàn thắng nhất cho đội tuyển Bulgaria với 48 bàn thắng

| #  | Cầu thủ            | Thời gian thi đấu | Bàn thắng | Số trận | Hiệu suất |
| -- | ------------------ | ----------------- | --------- | ------- | --------- |
| 1  | Dimitar Berbatov   | 1999–2010         | 48        | 78      | 0.60      |
| 2  | Hristo Bonev       | 1967–1979         | 47        | 96      | 0.49      |
| 3  | Hristo Stoichkov   | 1987–1999         | 37        | 83      | 0.45      |
| 4  | Emil Kostadinov    | 1988–1998         | 26        | 70      | 0.37      |
| 5  | Petar Zhekov       | 1963–1972         | 25        | 44      | 0.57      |
| 5  | Ivan Kolev         | 1950–1963         | 25        | 75      | 0.33      |
| 7  | Atanas Mihaylov    | 1970–1981         | 23        | 45      | 0.51      |
| 7  | Nasko Sirakov      | 1983–1996         | 23        | 82      | 0.28      |
| 9  | Dimitar Milanov    | 1948–1959         | 20        | 39      | 0.51      |
| 10 | Georgi Asparuhov   | 1962–1970         | 19        | 50      | 0.38      |
| 10 | Dinko Dermendzhiev | 1966–1977         | 19        | 58      | 0.33      |
| 10 | Martin Petrov      | 1999–2013         | 19        | 89      | 0.21      |